# Limnophyes crescens
Limnophyes crescens är en tvåvingeart som först beskrevs av Jean-Jacques Kieffer 1915.  Limnophyes crescens ingår i släktet Limnophyes och familjen fjädermyggor. Inga underarter finns listade i Catalogue of Life.